# Wielerploeg

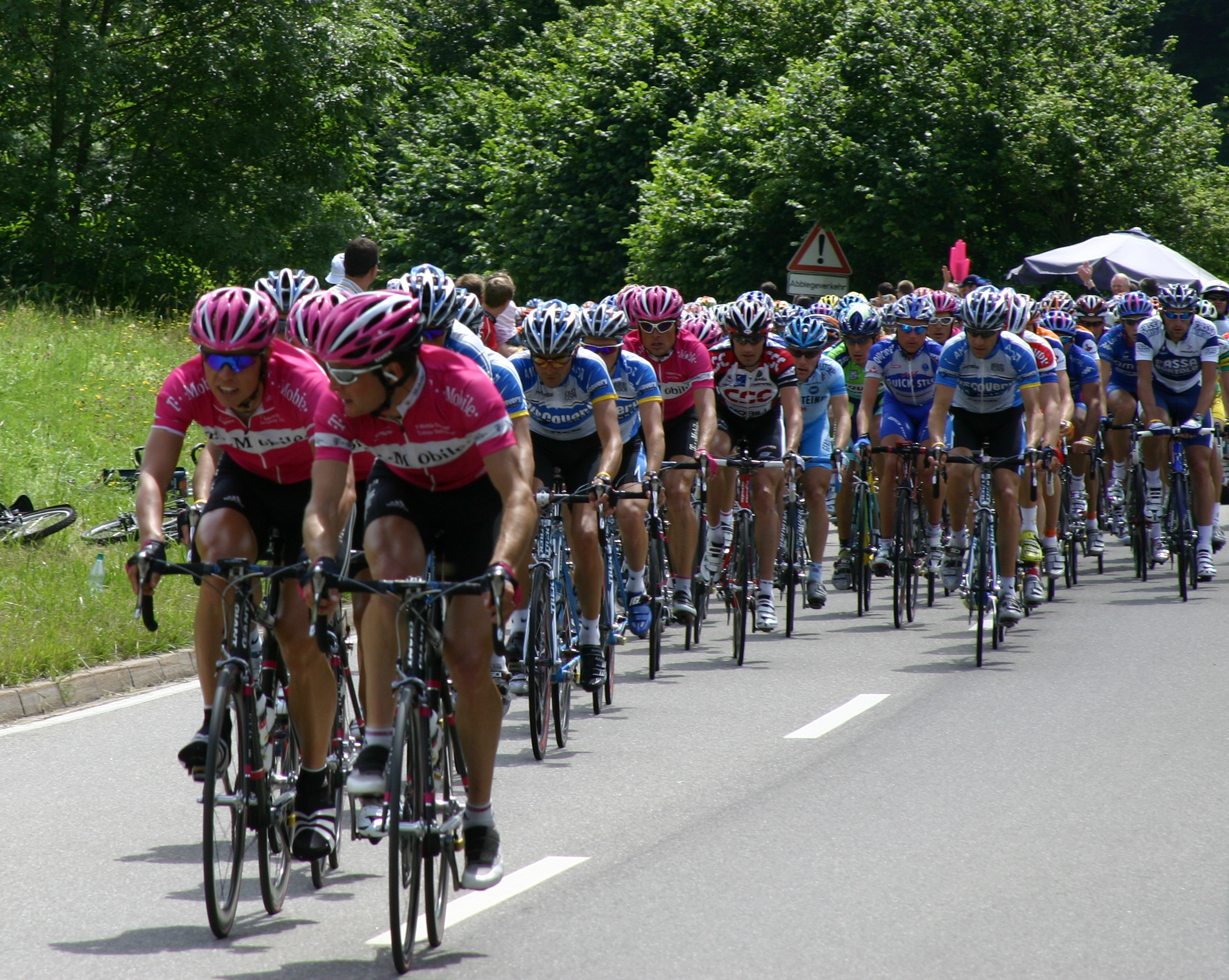
Knechten van T-Mobile en Discovery Channel voeren het peloton aan in de Ronde van Frankrijk 2005

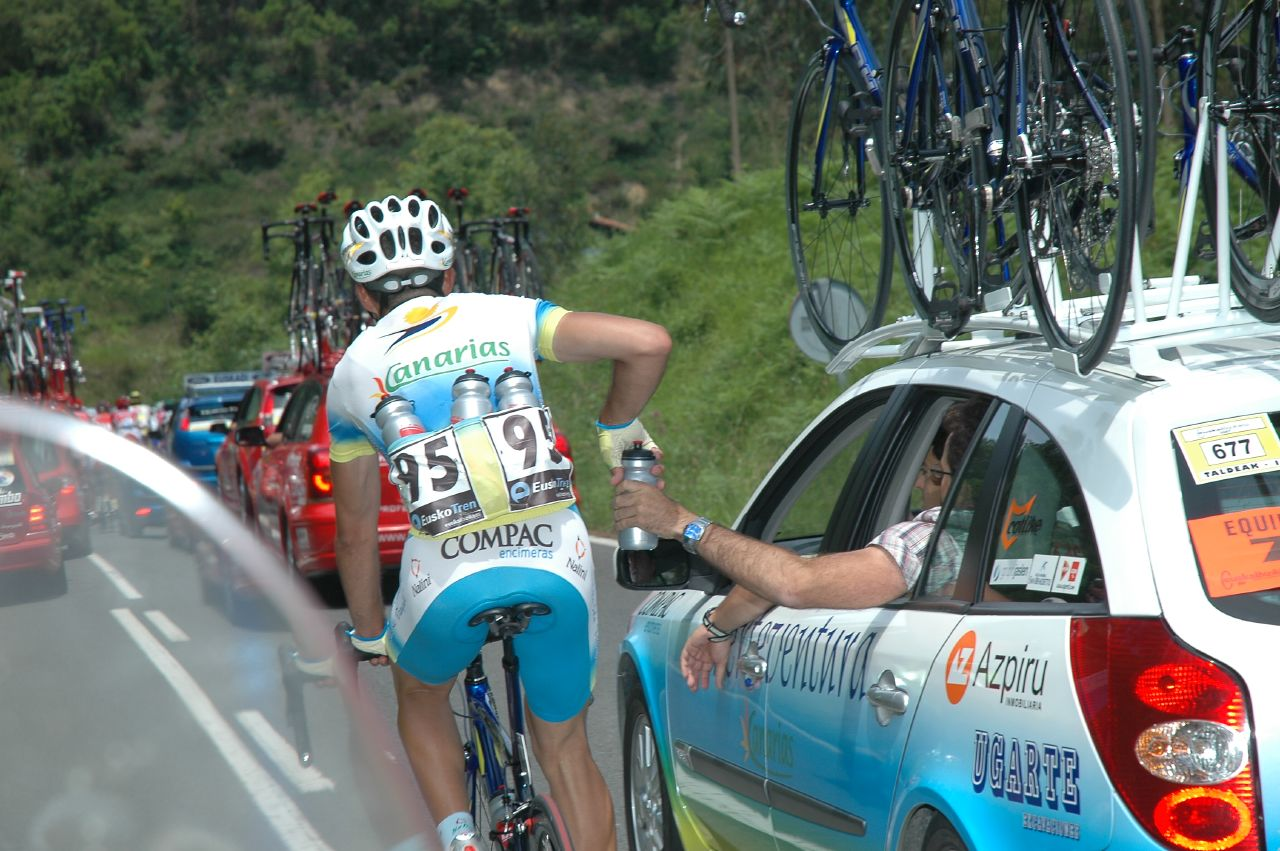
Een renner haalt drank op voor zijn ploeggenoten.

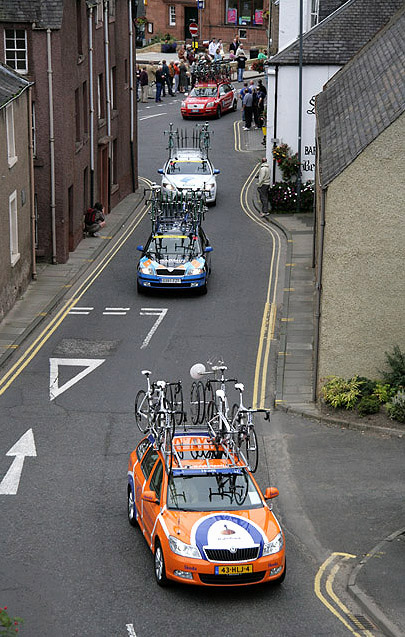
Ploegauto's rijden door de straten van Melrose in de Ronde van Groot-Brittannië 2009. Vanuit de ploegauto adviseert de ploegleider zijn renners en kan materiaal worden gewisseld.

Een wielerploeg is een groep wielrenners die onder een gezamenlijke omkadering deelnemen aan wielerwedstrijden.

## Samenstelling
- De wielrenners die de kern van de ploeg vormen. Zij rijden als één team in wedstrijden, waarin ze op verschillende wijze samenwerken.
- Een manager die zich bezighoudt met het beheren van de ploeg, het aantrekken van sponsors en dergelijke.
- Ploegleiders die in de koers de renners begeleiden. Ze geven de renners advies en informatie over wat er gebeurt in de wedstrijd. Bij de profteams rijden de ploegleiders meestal een ploegauto en hebben ze via radio en oortjes contact met de renners.
- Trainers die de renners moeten begeleiden bij hun trainingen. Niet alle renners trainen met de trainer van hun ploeg, sommigen hebben namelijk hun eigen trainer.
- Ploegdokters die de renners niet alleen fysiek en psychisch verzorgen, maar ook controles uitvoeren om na te gaan of er sprake kan zijn van dopinggebruik.
- Verzorgers of soigneurs die veel taken op zich nemen, zoals het vervoeren en verzorgen van renners.
- Mecaniciens die het materiaal van de ploeg verzorgen. Ook houden zij zich soms bezig met sponsoring en/of communicatie.
- Dietist die beslist over de maaltijden van de renners

## Rolverdeling
Vooral binnen het wegwielrennen bestaan wielerploegen vaak uit renners die specialisten zijn in verschillende disciplines of een bepaalde rol binnen het team hebben, zoals klimmers, sprinters, knechten en tijdrijders. Door de rolverdeling kan men als ploeg in wedstrijden een kopman uitspelen. Andere renners rijden dan in dienst van deze kopman.
Voorbeelden van samenwerking binnen een wielerploeg zijn:
- Een groep knechten die aan kop van het peloton of een kleinere groep renners rijdt en zo voorkomt dat hun kopman veel tijd verliest op renners die vooruit rijden, de koplopers bij probeert te halen of ervoor zorgt dat de concurrentie uit het peloton moet lossen.
- Een of meerdere renners die de massasprint aantrekken voor een sprinter door het tempo zeer hoog te houden of de sprinter op een goede uitgangspositie voor de sprint af te leveren.
- Een renner die meerijdt in een kopgroep en later in de wedstrijd als knecht kan dienen voor zijn kopman als die aanvalt vanuit het peloton.

## Professionaliteit
Er zit verschil in de professionaliteit van de wielerploegen. Er zijn regionale ploegen en internationale ploegen. De UCI World Tour werd in 2011 de hoogste wielercompetitie. Daarna volgen de Continental Circuits, waarin zowel professionele continentale ploegen als continentale wielerploegen uitkomen. De UCI ProTour-ploegen nemen automatisch deel aan de belangrijkste wedstrijden van het seizoen, de professionele continentale ploegen kunnen dankzij een wild-card ook deelnemen aan deze wedstrijden.
Voor de invoering van de ProTour in 2005 waren er Trade I, Trade II en Trade III teams. De UCI ProTour-ploegen zijn eigenlijk een voortzetting van de Trade I teams, waar de professionele continentale en continentale ploegen in de plaats zijn gekomen van de Trade II en Trade III teams. Een verschil was dat toen nog alle ploegen mee konden doen aan wedstrijden, die nu onder de UCI ProTour vallen. Tegenwoordig kunnen slechts enkele continentale ploegen meedoen aan zulke wedstrijden, met behulp van een wildcard.

## Computerspellen
Er bestaan diverse computerspellen waarbij de speler een eigen wielerploeg moet leiden, zoals CyclingChampion en Pro Cycling Manager.